# Stefania Careddu
Stefania Careddu, talvolta accreditata come Kareen O'Hara (Bergamo, 13 gennaio 1945), è un'attrice italiana che è stata attiva prevalentemente negli anni 1960 e 1970 in cinema e televisione.

## Biografia
Figlia della scrittrice Marianna Frigeni, ha interpretato film di costume, spaghetti Western e film del filone boccaccesco.

## Filmografia
- Non conosci il bel suol (Man nennt es Amore), regia di Rolf Thiele (1961)
- I soldi, regia di Gianni Puccini e Giorgio Cavedon (1965)
- Andremo in città, regia di Nelo Risi (1966)
- Troppo per vivere... poco per morire, regia di Michele Lupo (1967)
- Vado... l'ammazzo e torno, regia di Enzo G. Castellari (1967)
- Una vergine di seconda mano (Jungfrau aus zweiter Hand), registi vari (1967)
- Don Giovanni in Sicilia, regia di Alberto Lattuada (1967)
- Temptation, regia di Lamberto Benvenuti (1968)
- Quella sporca storia nel West, regia di Enzo G. Castellari (1968)
- La stirpe di Caino, regia di Lamberto Benvenuti (1971)
- Quando le donne si chiamavano madonne, regia di Pasquale Festa Campanile (1972)
- Dio, sei proprio un padreterno!, regia di Michele Lupo (1973)
- I piaceri della contessa Gamiani (Pourvu qu'on ait l'ivresse), regia di Reynald Bassi (1974)
- Il marito in collegio, regia di Maurizio Lucidi (1977)
- Lapo erzählt..., Serie tv, episodio Monna Giovanna und Federigo degli Alberighi (1981)